# ميجيزواف أدامك
ميجيزواف أدامك (بالبولندية: Mieczysław Adamek)‏ هو طيار بطل وضابط بولندي، ولد في 18 سبتمبر 1918 في طشقند في أوزبكستان، وتوفي في 18 مايو 1944 في المملكة المتحدة.